# Agnocoris rubicundus
Agnocoris rubicundus is een wants uit de familie van de blindwantsen (Miridae). De soort werd het eerst wetenschappelijk beschreven door Carl Fredrik Fallén in 1807.

## Uiterlijk
De okergele tot roodbruine wants is altijd langvleugelig (macropteer), licht behaard en kan 5 tot 5,5mm lang worden. Het bruine scutellum heeft vaak een lichtgele punt en een gele lijn over het midden die ook doorloopt over het halsschild. Het doorzichtige deel van de voorvleugels is bruin met gele aders. Van de opvallend korte geelbruine antennen is het tweede segment ongeveer net zo lang als de kop breed is. De pootjes zijn geelbruin met op de achterdijen twee donkere ringen. De soort lijkt veel op de, in Nederland algemene Agnocoris reclairei. Ze zijn alleen door genitaalonderzoek van elkaar te onderscheiden.

## Leefwijze
De soort overwintert als volwassen dier en kent één generatie per jaar. De wants leeft op smalbladige soorten wilgen.

## Leefgebied
De soort komt voor in het palearctisch gebied, tot Azië, Noord-Afrika en Noord-Amerika. In Nederland is de wants zeldzaam.